# Лондонская конвенция о проливах (1841)
Лондонская конвенция о проливах 1841 года — конвенция, заключенная в Лондоне 13 июля 1841 года между Россией, возглавляемой Николаем I, Великобританией, Францией, Австрией и Пруссией.
Восстановила «древнее правило» Османской империи, согласно которому Босфор и Дарданеллы объявлялись в мирное время закрытыми для военных судов всех стран.

## Предыстория
Конвенция была подписана после истечения срока действия Ункяр-Искелесийского договора от 1833 года, который вызывал обеспокоенность Франции и Англии, воспринявших его положения как угрозу своему влиянию в Средиземном море.
Предыстория этой конвенции также включала Турецко-египетскую войну (1839—1841). В это время Россия, Великобритания, Франция, Австрия и Пруссия выступали единым фронтом в поддержку Османской империи.

## Последствия
С заключением Лондонской конвенции Россия утратила преимущественное положение в проливах, созданное Ункяр-Искелессийским договором, который обязывал Турцию закрывать Проливы по требованию России, а также предусматривал совместную оборону проливов Турцией и Россией.
За султаном сохранялось право выдавать разрешения на проход лёгких военных судов, состоящих в распоряжении посольств дружественных стран. О режиме проливов во время войны в конвенции ничего не говорилось.
С британской точки зрения, Лондонская конвенция предотвратила появление мощного российского черноморского флота в Средиземном море, сохранив таким образом баланс сил (благоприятный для Англии) в этом регионе. С российской точки зрения, конвенция поощрила агрессивную политику Великобритании в Средиземном море, что явилось важной предпосылкой Крымской войны.
Современный статус проливов регулирует Конвенция Монтрё о статусе проливов от 1936 года.